# بيفلوريد الأمونيوم
بيفلوريد الأمونيوم هو مركب كيميائي له الصيغة NH4HF2، كما يمكن كتابته على الشكل NH4F.HF، حيث يمثل ناتج ضم لكل من فلوريد الهيدروجين والأمونياك.

## الخواص
- ينحل بيفلوريد الأمونيوم بشكل جيد في الماء.

## التحضير
يحضر بيفلوريد الأمونيوم من تمرير غاز الأمونياك في حمض فلوريد الهيدروجين

## الاستخدامات
- يستخدم بمحاليل ممددة لتخريش الزجاج.
- يستخدم لإزالة الصدأ من الحديد، حيث يتحول أكسيد الحديد إلى معقد فلوريد الحديد عديم اللون.
- يدخل مركب بيفلوريد الأمونيوم كمكون في مستحضرات صقل المعادن والحجارة.

## السلامة
مركب بيفلوريد الأمونيوم سام، لذا يجب أخذ الحيطة والحذر عند التعامل به.